# Staatsgreep
Een staatsgreep, coup, coup d'état of putsch is de (poging tot) illegale afzetting van een regering, meestal door een kleine groep van een instelling van de bestaande staat – gewoonlijk door het leger – om de afgezette regering te vervangen door een andere instelling; hetzij burgerlijk, hetzij militair. Een staatsgreep slaagt als de overweldigers hun dominantie vestigen wanneer de zittende regering er niet in slaagt hun machtsversterking te voorkomen of met succes te weerstaan.
Meestal maakt een staatsgreep gebruik van de macht van de bestaande regering om de politieke macht te grijpen. In Coup d'État: A Practical Handbook zegt Edward Luttwak: "Een coup bestaat uit de infiltratie van een klein, maar kritiek deel van het staatsapparaat, dat dan wordt gebruikt om de regering te verdringen van hun controle over de rest", dus gewapend geweld (hetzij militair, hetzij paramilitair) is geen typisch kenmerk van een staatsgreep.

## Definitie
- Een buitenlandse invasie is nooit een staatsgreep, hoewel het wel kan voorkomen dat coupplegers gesteund worden door een buitenlandse mogendheid. Iets dergelijks gebeurde in Guatemala in 1954, toen bij operatie PBSUCCESS een groep dissidente officieren met logistieke en financiële steun van de Verenigde Staten en Honduras president Jacobo Arbenz uit het zadel stootten. Ook de invasie van Tanzania in Oeganda in 1979 waarbij de dictator Idi Amin werd afgezet en Milton Obote weer in het zadel kwam, is niet als staatsgreep te kwalificeren.
- Ook wanneer een groep politieke buitenstaanders de macht overneemt, zoals bij een revolutie, spreekt men niet van een staatsgreep. Voorbeelden zijn de Russische Revolutie, de Mars op Rome en de Cubaanse Revolutie.

## Varianten

### Zelfcoup of autocoup
Een zelfcoup of autocoup, een daad waarbij een zittende heerser zijn macht uitbreidt op een manier die tegen de grondwet of de politieke gebruiken van een land ingaat, is ook een staatsgreep. In tegenstelling tot wat vaak wordt gedacht impliceert een staatsgreep niet per definitie een regimewissel. Voorbeelden van zulke staatsgrepen gepleegd door zittende heersers zijn:
- het buiten werking stellen van de grondwet door de Franse prins-president Charles Napoleon Bonaparte op 2 december 1851.
- de ontbinding van het Mexicaanse congres door Victoriano Huerta in oktober 1913.
- De 'koninklijke dictaturen' in Balkanstaten in de jaren 30, waarbij de koningen van Roemenië, Joegoslavië en Bulgarije politieke partijen en kopstukken uitschakelden en alle macht naar zich toetrokken.
- de Machtergreifung en de Gleichschaltung, waarbij Adolf Hitler na in 1933 democratisch aan de macht te zijn gekomen het democratische systeem in Duitsland uitschakelde zodat hij permanent aan de macht kon blijven.
- De autocoup van Alberto Fujimori in 1992.
- Constitutionele crisis in Guatemala in 1993.[1]

### Putsch
De term Putsch, van het Zwitsers Duits "kloppen", gaat over de politiek-militaire acties van een mislukte minderheidscoup. De term werd eerst gebruikt voor de Züriputsch van 6 september 1839 in Zwitserland. Hij werd ook gebruikt voor couppogingen in Weimar-Duitsland, zoals de Kapp-putsch uit 1920 en de Bierkellerputsch van Adolf Hitler in 1923.

## Voorbeelden
Een van de bekendste en tevens oudste staatsgrepen in de geschiedenis vond plaats toen Julius Caesar de Rubicon overtrok en Rome innam (49 v.Chr.)

### Duitsland
- Spartacusopstand van januari 1919 – communistische revolutionairen tegen de sociaaldemocratische interim-regering.
- Kapp-putsch van maart 1920 – een rechts-nationalistische couppoging tegen de sociaaldemocratische interim-regering.
- Bierkellerputsch van 1923; een mislukte poging van Hitler tot een staatsgreep in München en vervolgens de macht in Berlijn te grijpen. Dit was geïnspireerd door Mussolini met de Mars op Rome.
- Machtergreifung en de Gleichschaltung, waarbij Adolf Hitler na in 1933 democratisch aan de macht te zijn gekomen het democratische systeem in Duitsland uitschakelde zodat hij permanent aan de macht kon blijven.
- Operatie Walküre: op 20 juli 1944 pleegde de Duitse kolonel Claus von Stauffenberg een bomaanslag op Adolf Hitler, gevolgd door een staatsgreep, dit mislukte en von Stauffenberg en medeplichtigen werden of opgehangen of gefusilleerd.
- Reichsbürger-beweging: op 7 december 2022 pakte de Duitse politie 25 mensen op voor het beramen van een gewapende staatsgreep.[5]

### Frankrijk
- 10 augustus 1792 – Bestorming van de Tuilerieën: De Parijse Commune van 1792 verzamelde troepen van de Nationale Garde om het Tuilerieënpaleis te bestormen, waardoor koning Lodewijk XVI de facto werd afgezet en even later gevangengenomen
- 31 mei – 2 juni 1793 – Opstand van 31 mei – 2 juni 1793: – Montagnards-gelieerde sansculotten arresteerden alle girondijnse ministers en afgevaardigden en executeren hen
- 26 – 28 juli 1794 – Thermidoriaanse Reactie: Een samenzwering van anti-Robespierristische montagnards vormde een verbond tegen dictator Robespierre en zijn trawanten om hen te arresteren en executeren
- 1 april 1795 – Opstand van 12 Germinal III: ongewapende burgers bezetten de Nationale Conventie, maar werden er door de Nationale Garde uit verdreven zonder bloedvergieten
- 5 oktober 1795 – Opstand van 13 Vendémiaire: Een royalistische machtsgreep in Parijs wordt verpletterd door officier Napoleon Bonaparte
- 4 september 1797 – Staatsgreep van 18 Fructidor: Het Directoire zet de royalisten af met steun van het leger
- 11 mei 1798 – Wet van 22 Floréal VI: Het Directoire ontslaat 106 jakobijnse afgevaardigden
- 18 juni 1799 – Staatsgreep van 30 Prairial VII: De Raden slagen erin om met militaire druk drie van de vijf leden van het Directoire af te zetten
- 9 november 1799 – Staatsgreep van 18 Brumaire: Napoleon Bonaparte pleegde een staatsgreep door onder militaire dwang de "Vergadering van Vijfhonderd" te ontbinden, het Directoire naar huis te sturen en het Consulaat in te stellen
- februari 1804 – Complot van Pichegru: Een verijdelde royalistische samenzwering om het Napoleontische Consulaat omver te werpen
- 23 oktober 1812 – Staatsgreep van Malet: Generaal Claude François de Malet faalt erin om keizer Napoleon te onttronen tijdens diens veldtocht naar Rusland
- 2 december 1851 – Het buiten werking stellen van de grondwet door de Franse prins-president Charles Napoleon Bonaparte
- 23 februari 1899 – Paul Déroulède probeerde de Derde Franse Republiek omver te werpen
- 13 mei 1958 – Een mislukte couppoging geleid door Pierre Lagaillarde, waarna Charles de Gaulle zijn regering herstelde
- 21 – 26 april 1961 – Algiersputsch van 1961: Een mislukte couppoging tegen president Charles de Gaulle

### Griekenland
- Op 21 april 1967 pleegde een groep kolonels in Griekenland een staatsgreep, die leidde tot afzetting van de koning en afschaffing van de democratie. Zie kolonelsregime.

### Indonesië
- De APRA-coup van kapitein Raymond Westerling in januari 1950 tegen Soekarno, om te voorkomen dat hij de Verenigde Staten van Indonesië zou laten opslokken door de Republik Indonesia.
- De Kudeta of generaalscoup in 1965 tegen Soekarno, die gevolgd werd door bloedige zuiveringen in het gehele land waarbij in de periode 1965-1967 duizenden al dan niet vermeende leden van de PKI werden vermoord.

### Marokko
In Marokko werden er twee staatsgrepen gepleegd op Hassan II. Deze twee staatsgrepen zijn allebei echter mislukt.
- Op 10 juli 1971 hebben een Marokkaanse officier, generaal en kolonel een staatsgreep georganiseerd, waarbij het koninklijk paleis werd bestormd door cadetten van het Marokkaanse leger. De plegers werden gevangengenomen, waarbij de ene helft, waaronder Ahmed Marzouki, naar het beruchte Tazmamart werd gestuurd en de andere helft nog steeds gesignaleerd staat als "verdwenen".
- Op 16 augustus 1972 werd een nieuwe couppoging ondernomen. Dit keer op bevel van Generaal Oufkir, jarenlang de rechterhand van Hassan II. De staatsgreep werd niet aan grond, maar in de lucht gepleegd, waarbij straaljagers van de Koninklijke Marokkaanse luchtmacht het vuur openden op het vliegtuig van Hassan II, dat op weg was van Frankrijk naar Rabat. De kogels hebben het doelwit echter gemist en zo mislukte de tweede staatsgreep. Een grote groep officieren en gevechtspiloten werden na dit incident veroordeeld tot een gevangenisstraf omdat ze betrokken zijn geweest bij de coup. Generaal Oufkir werd ook gevangengenomen, maar wat er met hem is gebeurd is niet bekend. Zijn gezin werd gedurende negentien jaar verbannen naar een gevangenis in de Westelijke Sahara.

### Nederland
In Nederland zijn in de loop der geschiedenis verschillende staatsgrepen gepleegd of gepland.
- De arrestatie van Van Oldenbarneveldt en zijn medestanders en de machtsovername door Prins Maurits en de gomaristen in 1619.
- Nadat Willem II in 1647 zijn vader Frederik Hendrik was opgevolgd als stadhouder, pleegde hij in 1650 met Willem Frederik van Nassau-Dietz een staatsgreep. Een zestal Statenleden werd opgesloten op Slot Loevestein, onder wie Jacob de Witt (vader van de latere raadspensionaris van Holland Johan de Witt) en de burgemeesters van Haarlem, Delft, Hoorn en Medemblik. De Aanslag op Amsterdam mislukte echter en de gevangenen moesten onder druk van de Staten al snel weer worden vrijgelaten. Kort daarop overleed Willem II en besloten de Staten geen nieuwe stadhouder aan te wijzen, waarop het Eerste Stadhouderloze Tijdperk begon.
- Het afzetten van Johan de Witt tijdens het Rampjaar 1672. De gebroeders Johan en Cornelis de Witt werden vermoord door orangisten en Willem III nam de macht over.
- De staatsgrepen in de Bataafse Republiek. De interne politieke instabiliteit in de nieuwe eenheidsstaat leidde tot twee staatsgrepen in 1798, toen revolutionaire bevelhebbers onder wie Herman Willem Daendels geërgerd raakten door het trage tempo van de democratische hervormingen, en opnieuw in 1801. 
  - 22 januari 1798: Johannes Midderigh, net voorzitter van de Nationale Vergadering, ontzegde met soldaten onder leiding van Daendels op het Binnenhof gematigde volksvertegenwoordigers de toegang tot de vergadering of verwijderde ze. De overgebleven leden noemden zich de ‘Constituerende Vergadering’ en besloten een nieuwe grondwet op te stellen voor het ‘één en ondeelbaar Bataafse volk’. De voorafgaande nacht waren conservatieve tegenstanders opgepakt en had de politie en het plaatselijke garnizoen Den Haag afgesloten. De federalisten moesten het daarbij afleggen tegen de door de Franse regering gesteunde unitariërs. Een aantal werd opgesloten in Huis ten Bosch.[6]
  - Staatsgreep van 12 juni 1798: Daendels arresteerde met ‘drie Compagnieën Infanterie’ in Den Haag de leden van het Uitvoerend Bewind om het te vervangen door een ‘minder radicaal’ Intermediair Uitvoerend Bewind, dat de Staatsregeling van 1798 in werking stelde.[6]
  - 18 september 1801: Onder invloed van Napoleon moest het Uitvoerend Bewind een verbeterde belastingheffing invoeren, maar de volksvertegenwoordigers gingen niet akkoord. Sommige leden van het Uitvoerend Bewind traden af, de drie resterende lieten de zalen verzegelen en bewaken door militairen en rondden de belastinghervorming formeel af.[6]
- De mislukte staatsgreep van Troelstra in 1918 was eerder een aangekondigde omwenteling (de "vergissing van Troelstra" in zijn uitspraken in de Tweede Kamer op 12 november 1918). Troelstra verwachtte dat de Nederlandse regering zou aftreden zodra duidelijk werd dat de arbeidersbeweging dat eiste. De regering gaf niet toe, er werd tegen een revolutie gedemonstreerd op het Malieveld in Den Haag en Troelstra zag ervan af geweld te gebruiken.
- De vraag van Gerbrandy. Volgens de memoires van generaal Kruls vroeg een "staatsman" hem, of een machtsovername met zijn hulp mogelijk zou zijn. Het moet hier wel om de voormalig oorlogspremier Gerbrandy gaan, die met zijn Comité Rijkseenheid en vele medestanders vanaf december 1946 fel buitenparlementair actie voerde tegen het Akkoord van Lingadjatti voor de onafhankelijkheid van Indonesië. Biograaf Cees Fasseur noemt nog een aantal andere uitingen van Gerbrandy, waarin hij tot verzet tegen en uitschakeling van (een deel van) de regering opriep en spreekt van de "vergissing van Gerbrandy", naar analogie van die van Troelstra.[7]

### Soedan
- President Omar al-Bashir werd op 11 april 2019 afgezet, na dertig jaar aan de macht te zijn geweest.

### Suriname
De plegers van een staatsgreep gebruiken zelf de term uiteraard bijna nooit. Zo spraken de militairen van de zonder veel bloedvergieten verlopen 'sergeantencoup' onder leiding van Desi Bouterse op 25 februari 1980 in Suriname aanvankelijk van een 'ingreep', en pas later van een 'revolutie'. De coup in Suriname vond plaats in een sfeer van nationale malaise, politieke machteloosheid en grote ontevredenheid onder de bevolking en vooral ook binnen de lagere rangen van het leger. De sergeanten kregen aanvankelijk dan ook veel steun vanuit de bevolking voor hun 'ingreep.' De internationale politiek stelde zich afwachtend of gematigd-positief op. Pas na enige tijd, toen de coupplegers met steeds meer geweld hun regime in het zadel wilden houden, werd de aard van de staatsgreep duidelijk. Verhullend taalgebruik is voor coupplegers dan ook een manier om de per definitie antidemocratische aard van een staatsgreep te verbergen.
- 25 februari 1980 – Sergeantencoup
- 24 december 1990 – Telefooncoup

### Turkije
Na de val van het Ottomaanse Rijk werd in 1923 de republiek Turkije gevestigd door voormalig Ottomaans generaal Mustafa Kemal Atatürk, die van Turkije een moderne seculiere staat maakte. Na zijn dood in 1938 nam het Turkse leger de taak op zich de gevestigde principes van de Turkse republiek te bewaken, met name die van het secularisme. Het leger zou ingrijpen wanneer die principes naar hun mening in gevaar kwamen. Staatsgrepen door het Turkse leger werden gepleegd in 1960, 1971 en 1980. Staatsgrepen door het Turkse leger waren altijd van tijdelijke aard. Het leger ontsloeg dan de zittende regering en stelde orde op zaken. Soms vond dat op een gewelddadige manier plaats. Na een paar jaar werd het bestuur van het land weer teruggegeven aan een burgerlijke regering door nieuwe verkiezingen te houden. In 1997 werd slechts gedreigd met een staatsgreep om de zittende regering te dwingen om af te treden. De staatsgreeppoging van 2016 door een fractie binnen het leger mislukte.

### Verenigde Staten
- 6 januari 2021: de Bestorming van het Capitool werd door vele politieke waarnemers beschouwd als een poging tot staatsgreep.

## De techniek van de staatsgreep
Er zijn ten minste drie "handleidingen" voor het plegen van een staatsgreep gepubliceerd. Alle kenners van de materie benadrukken dat de verbindingen, het beheersen van telefoon, televisie, telex en telegraaf, en het isoleren van de zittende machthebbers essentieel zijn. Coupplegers bezetten in het verleden dan ook meestal eerst het postkantoor en de telefooncentrale.
Er zijn drie militaire eenheden van belang:
- De lijfwacht of garde van de machthebber(s)
- De troepen van de couppleger
- De troepen die te ver van het machtscentrum gelegerd zijn en daardoor zijn geneutraliseerd.

Het verschil tussen een staatsgreep en een burgeroorlog is dat de troepen buiten de hoofdstad door beide partijen telefonisch zullen worden gepolst om te bepalen hoe sterk de regering en de couplegers staan. De couppleger probeert de machthebber te isoleren en hij zoekt zelf contact met de legereenheden in de provincie. De commandanten van de militaire en paramilitaire eenheden in de garnizoenen zullen in eerste instantie niet reageren. Pas wanneer duidelijk is hoe de machtsverhoudingen liggen, zullen zij de ene of andere partij hun steun betuigen.
Zo kon in 1981 de Spaanse koning Juan Carlos de staatsgreep van Antonio Tejero verijdelen door op de televisie te verschijnen. Hetzelfde gebeurde in 2016 toen de Turkse president Erdogan tijdens een poging tot staatsgreep via een mobiele telefoon, die op televisie werd vertoond, een toespraak gaf.
Omdat de eenheden van het leger onderling niet graag slaags raken, wordt een coup grotendeels telefonisch gepleegd. Wanneer het de machthebber duidelijk is dat hij onvoldoende steun heeft, zal hij vluchten. Hetzelfde geldt voor de coupplegers.
Dat in 1991 de Augustusstaatsgreep in Moskou tegen de Sovjet-president Michaël Gorbatsjov mislukte werd door de Amerikaanse inlichtingendienst opgemaakt uit de onbeantwoorde telefoontjes vanuit het Kremlin, het zenuwcentrum van de staatsgreep, naar militaire commandanten buiten Moskou. Men reageerde niet.

## Gevolgen
Wanneer een mislukte staatsgreep leidt tot repressie en zuiveringen, kan dit het gezag van de zittende machthebbers eerder nog versterken dan verzwakken. Dat leek met name het geval na de staatsgreeppoging in Turkije van 2016.